# Thomas David Jones
Thomas David Jones (* 22. Januar 1955 in Baltimore, Maryland) ist ein ehemaliger US-amerikanischer Astronaut.

## Leben
Thomas Jones erhielt 1977 einen Bachelor in Basic Sciences von der United States Air Force Academy und 1988 eine Promotion in Planetologie von der University of Arizona. Jones war sechs Jahre bei der US Air Force. Nach seiner Pilotenausbildung flog er unter anderem den B-52-Langstreckenbomber, bevor er 1983 aus der Air Force ausschied. Im Januar 1990 wurde Jones von der NASA als Astronautenanwärter ausgewählt.

## Karriere

### STS-59
Seinen ersten Einsatz hatte Jones am 9. April 1994 als Missionsspezialist an Bord der Raumfähre Endeavour. Dabei wurde die sogenannte Space-Radar-Laboratory-Mission (SRL) durchgeführt. SRL bestand aus drei großen Radaranlagen und einem Kohlenmonoxid-Sensor, die für Untersuchungen der Erdoberfläche und der Atmosphäre eingesetzt wurden. Echtzeitbeobachtungen von Oberflächenmerkmalen und Wetterbedingungen zusammen mit über 14.000 Fotografien halfen den Forschern bei der Auswertung der Daten.

### STS-68
Für die Mission STS-68 flog er mit der Raumfähre Endeavour am 30. September 1994 in den Weltraum. Es war der zweite Flug des Space Radar Laboratory. Die zwei Hauptinstrumente an Bord waren das SIR-C/X-SAR (Shuttle Imaging Radar-C/X-Band Synthetic Aperture Radar) und MAPS (Measurement of Air Pollution from Satellites). Am 11. Oktober landete die Raumfähre auf der Edwards Air Force Base in Kalifornien.

### STS-80
Am 19. November 1996 brach Jones zu seinem dritten Flug auf. Nur acht Stunden nach dem Start von STS-80 wurde die von Deutschland gesponserte Astronomieplattform ORFEUS-SPAS ausgesetzt. Zwei Wochen lang beobachtete sie stellare Objekte. Schüler in der Bundesrepublik konnten per Internet dabei sein. Zu Beginn des vierten Flugtages wurde die tellerförmige WSF ausgesetzt. Drei Tage lang flog die WSF neben der Columbia her. Dabei erzeugte sie in ihrem „Windschatten“ ein besonders reines Vakuum, indem sie alle Moleküle der Restatmosphäre aus dem Weg räumte. Auf der Rückseite der WSF wurden neue Halbleiter für die Elektronik erzeugt. Zwei Weltraumausstiege (EVA) von Jones mussten abgesagt werden, da sich die Luftschleuse nicht öffnen ließ. Der bisher längste Shuttle-Flug ging nach knapp 18 Tagen zu Ende.

### STS-98
Seine letzte Mission führte Jones am 7. Februar 2001 mit der Raumfähre Atlantis zur Internationalen Raumstation (ISS). Dabei wurde das US-Raumlabor Destiny zur ISS gebracht. Zusammen mit Astronaut Robert Curbeam unternahm Jones drei EVAs, um das Labor an die Raumstation zu montieren und betriebsbereit zu machen. Außerdem wurde ein Andockstutzen versetzt und Versorgungsgüter für die erste Langzeitbesatzung mitgebracht.

## Privates
Thomas Jones ist verheiratet und hat zwei Kinder.